# Кардиф Блуз
Кардиф Блузс (енгл. Cardiff Blues) је професионални велшански рагби јунион тим који учествује у Про 12. Светлоплава је боја Кардиф Блузса, а капитен екипе је Метју Рис. Многи познати рагбисти играли су за овај тим, међу њима су Џона Лому - један од најбољих рагбиста 20. века, Ли Халфпени, Ден Паркс, Џејми Робертс, Мет Кокбејн... Једини трофеј Блузси су освојили 2010. када су у финалу челинџ купа савладали француски Рагби клуб Тулон. Најбољи поентер у историји Кардифа је Бен Блер - 571 поен, највише есеја дао је Том Џејмс - 30 есеја, а највише утакмица одиграо је Тауфа'ао Филисе - 125.
- Куп европских изазивача у рагбију

- Освајач (1) : 2010.

- Куп европских шампиона у рагбију

- Финалиста (1) : 1996.

Први тим
Том Вилијамс
Ден Фиш
Том Џејмс
Алекс Катберт
Овен Вилијамс
Ричард Смит
Адам Томас
Герин Смит
Том Исакс
Гевин Еванс
Кори Ален
Рис Печел
Герет Дејвис
Герет Енскомб
Љојд Вилијамс
Лујис Џонс
Кам Долан
Сем Варбуртон
Џош Навиди
Лоу Рид
Крег Мичел
Сем Хобс
Том Дејвис
Гетин Џенкинс
Скот Ендрус
Рис Вилијамс